# Dagoberto I

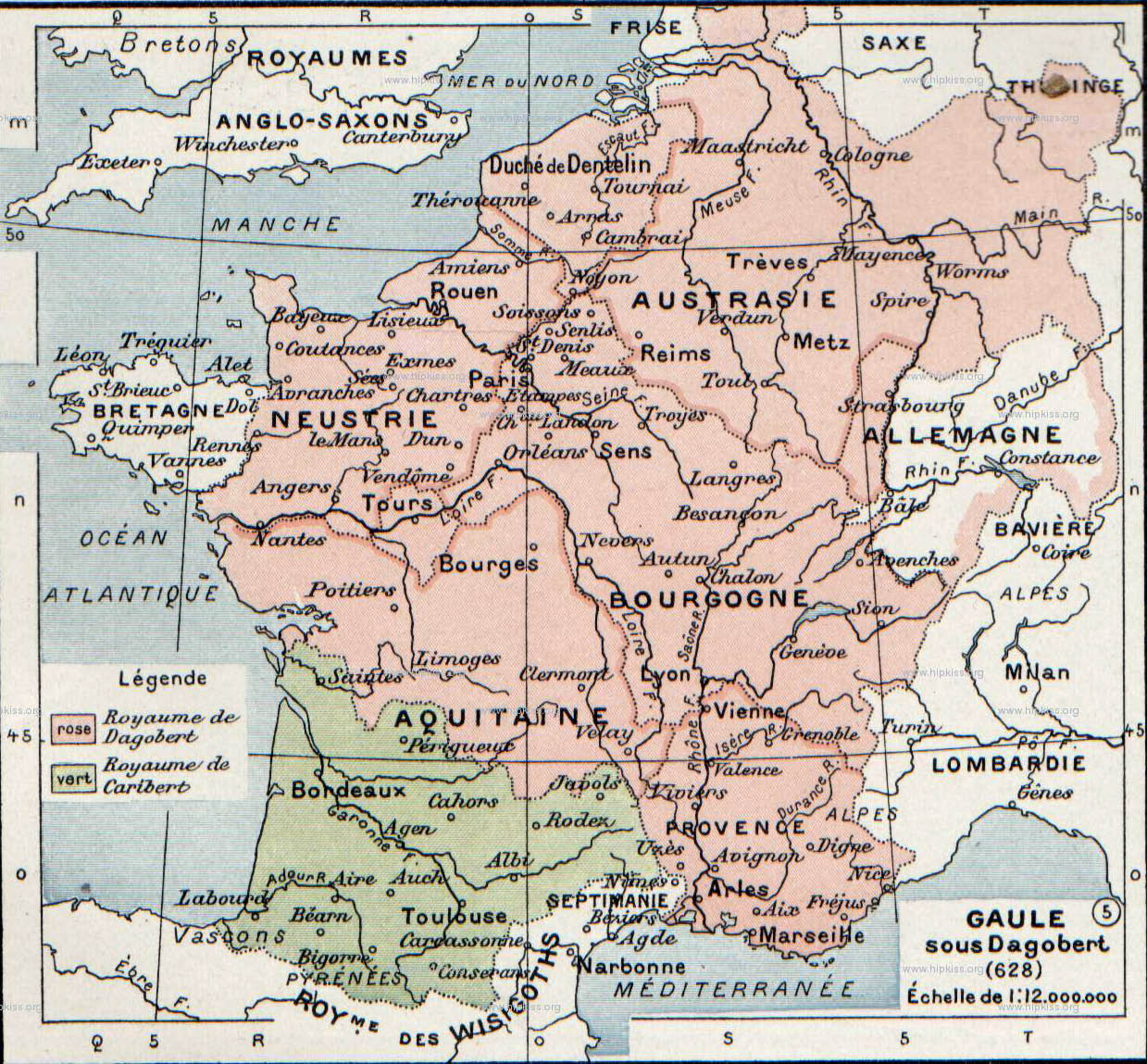
Il regno di Dagoberto I è in rosa. Dal 632 sarà l'unico re dei Franchi

Dagoberto I (610 circa – 19 gennaio 639) è stato un re franco della dinastia dei Merovingi: regnò dapprima sull'Austrasia, dal 622; poi, alla morte del padre, nel 629, regnò anche su Neustria e Burgundia e infine, con l'acquisizione dell'Aquitania, nel 632, su tutti i Franchi.

## Origini
Era l'unico figlio maschio del re dei Franchi Sali della dinastia merovingia, Clotario II e della sua seconda moglie, Bertrude († 618 o 619).

## Biografia
Nel 622, su pressione dei potentati austrasiani, il padre, Clotario II fu costretto a proclamare re d'Austrasia Dagoberto, che era ancora sotto la tutela di Arnolfo di Metz e di Pipino di Landen, Maggiordomo di palazzo del regno d'Austrasia, da cui vennero escluse le regioni delle Ardenne e dei Vosgi, che vennero rispettivamente annesse ai Regni di Neustria e di Burgundia.
Nel 626, Dagoberto si unì in matrimonio, a Parigi, con Gomatrude, sorella minore della regina Sichilde. Tre giorni dopo il matrimonio, Dagoberto ebbe una disputa col padre, per i territori che erano stati sottratti al Regno di Austrasia, ricevendone un netto rifiuto.

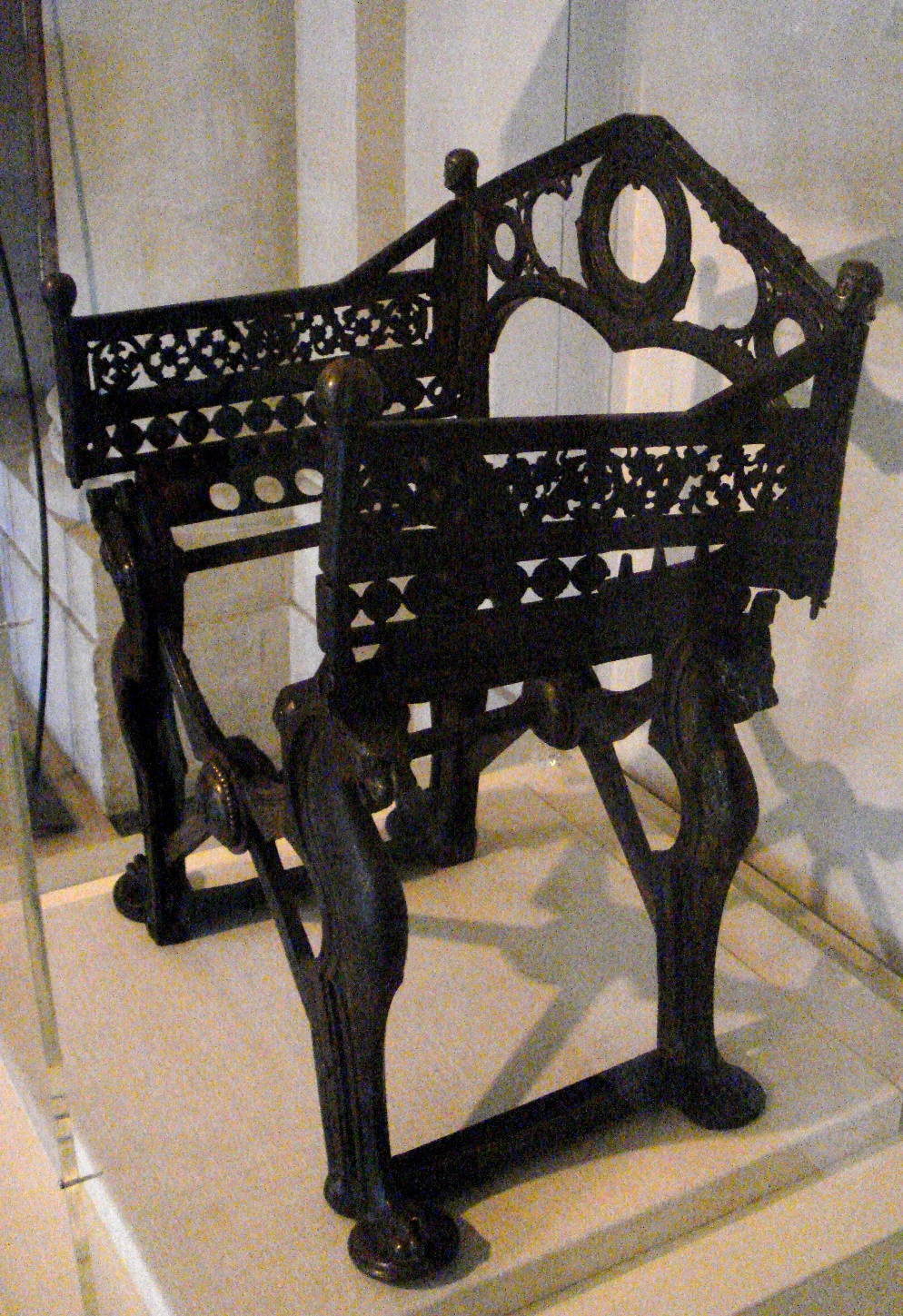
"Trono di Dagoberto", in bronzo

Alla morte del padre, nel 629, Dagoberto avrebbe dovuto dividere il regno col fratellastro, Cariberto che avrebbe dovuto ereditare il Regno di Neustria. Ma i capi dei sacerdoti e dei nobili ambivano che il regno andasse a Dagoberto. Essendo Cariberto minorenne, fu il fratello di sua madre Sichilde, il duca Brodulfo, a contrapporsi a Dagoberto, a nome del nipote per la spartizione del regno; questo atteggiamento costò poi la vita a Brodulfo, poiché Dagoberto lo fece uccidere.
Rimasto padrone del regno, Dagoberto, mosso a compassione del fratellastro e, nello stesso tempo, nipote, offrì a Cariberto il territorio compreso tra la Loira e i Pirenei (un neo-costituito Regno di Aquitania), in cambio della sua rinuncia all'eredità paterna. Questo nuovo regno comprendeva la parte sud-occidentale dell'attuale Francia, tutto il territorio tra la Garonna e i Pirenei: comprendeva le città di Tolosa (capitale del regno), Cahors, Agen, Périgueux e Saintes, e una parte della Guascogna, che in breve tempo fu conquistata tutta.
Dopo la morte del fratellastro, Cariberto, probabilmente a Blaye, nel 632(forse si trattò di un omicidio il cui mandante fu lo stesso Dagoberto), gli successe il figlioletto Chilperico, che morì pochi mesi dopo, pare anch'egli fatto assassinare da Dagoberto. Dagoberto divenne unico sovrano di tutti i regni Franchi e fece di Parigi la sua capitale.
Nell'anno seguente però fu costretto a cedere alle pressioni degli Austrasiani concedendo loro nuovamente l'indipendenza e nominando loro re il suo primogenito, Sigeberto III, di circa tre anni, sotto la custodia del Maggiordomo di palazzo Pipino di Landen e del vescovo di Metz, Arnolfo di Metz e dopo la morte di quest'ultimo, del vescovo Cuniberto di Colonia.
Fece del suo uno dei regni più potenti del tempo, impegnandosi per il consolidamento dell'autorità monarchica all'interno del regno (negli ultimi anni di regno domò i Vasconi ribelli e sconfisse i Bretoni, obbligandoli a pagare un tributo) e nella riorganizzazione giudiziaria, finanziaria, religiosa e commerciale dello Stato. Riuscì in questo grazie anche alla collaborazione di alcuni funzionari della sua corte: il vescovo san Desiderio di Chaors (tesoriere), il vescovo Audoeno di Rouen (referendario), il vescovo Eligio di Noyon (monetiere e poi tesoriere), tutti canonizzati dopo la loro morte.
Curò anche le relazioni diplomatiche con l'impero bizantino di Eraclio, il Regno dei Longobardi e con i Sassoni: si servì dell'alleanza con loro per contrastare l'avanzata delle popolazioni slave (quelle che i franchi chiamavano "Vendi"), organizzatesi nel Regno di Samo e che premevano anche sul confine orientale del regno (furono numerose le loro incursioni tra il 632 e il 633). Per difendere meglio i confini, affidò la Turingia al marchese Radulfo che, però, alla morte di Dagoberto, rifiutò di riconoscere il suo erede (Sigeberto III) e si ribellò scatenando una guerra da cui uscì vittorioso.

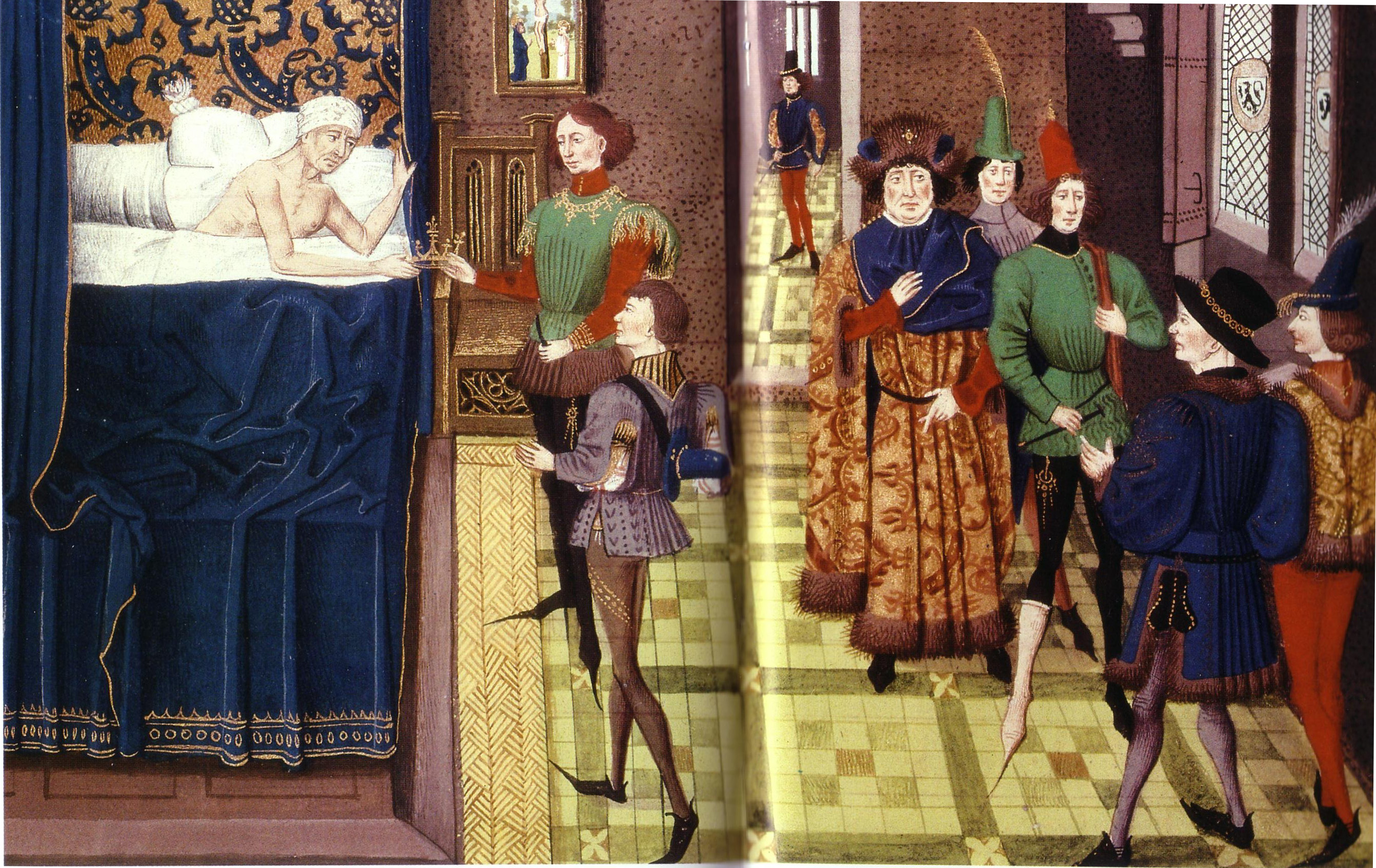
Morte di Dagoberto I

Dagoberto morì, a Parigi, nel 639, a causa della dissenteria: fu il primo re a essere sepolto nella basilica di Saint-Denis, che aveva fatto ampliare e di cui aveva affidato l'arredo all'orafo sant'Eligio (fino ad allora, il mausoleo dei sovrani Neustriani era la basilica di Saint-Germain-des-Prés: da quel momento Saint-Denis, la basilica fondata da santa Genoveffa presso la tomba del protovescovo parigino san Dionigi, divenne il luogo di sepoltura più prestigioso di Francia, dove verranno inumati anche Carlo Martello e Pipino il Breve).
Il Regnum Francorum, il cui processo di dissolvimento col regno di Dagoberto I si era interrotto, si ritrovò nuovamente diviso: l'Austrasia era già andata a Sigeberto III; Neustria e Borgogna passarono al figlio che Dagoberto aveva avuto da Nantechilde, la sua seconda moglie, Clodoveo II (che aveva solo sei anni, per cui la reggenza venne esercitata dalla madre).
Dagoberto I è anche l'ispiratore di Le bon roi Dagobert, una canzone popolare molto in voga a partire dal XVIII secolo, che venne prima usata dai rivoluzionari per mettere in ridicolo la monarchia e poi, durante la Restaurazione, rappresentando Dagoberto come un re fanfarone e dissoluto, per esprimere l'affetto della popolazione per i Borboni.
La figura di Dagoberto fu rappresentata anche nel film Dagobert del 1984, interpretato da Coluche.

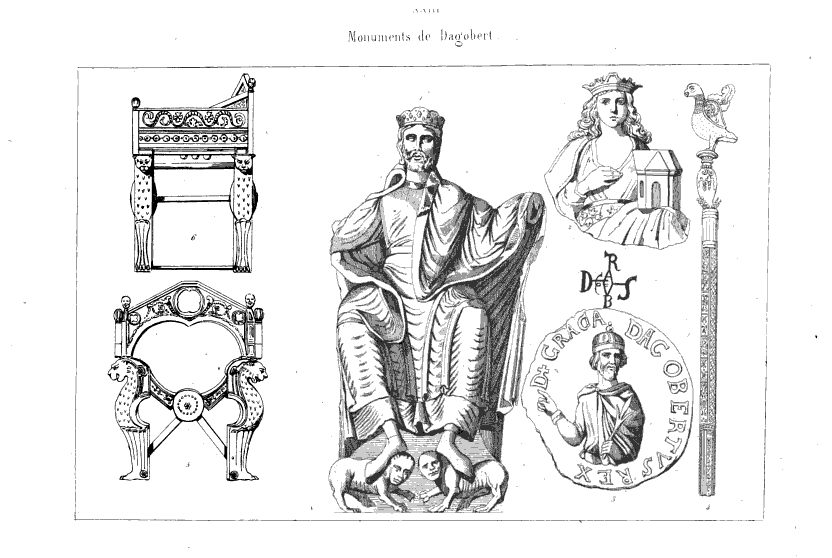
Abel Hugo, France historique et monumentale (1837)

## Matrimoni e discendenza
Dagoberto dalla prima moglie, Gomatrude, che dopo la morte di Clotario II, era stata ripudiata, non ebbe figli.
Dagoberto, verso il 630, a Parigi, sposò Nantechilde, una delle ragazze di servizio, che gli diede quattro figli:
- Clodoveo (circa 633[8]–657), re dei Franchi di Neustria e di Burgundia;
- Regintrude, di cui si hanno scarse notizie, che sposò Teodone II di Baviera;
- Irmina, di cui si hanno scarse notizie;
- Adele, che fondò un monastero di cui fu la prima badessa.

Durante il secondo matrimonio, Dagoberto sposò altre due donne, Wulfegonda e Bertechilde e Dagoberto visse in una situazione di poligamia con tre mogli contemporaneamente, che non gli diedero figli.
Dagoberto ebbe anche una concubina, Ragnetrude, che gli diede un figlio:
- Sigeberto (circa 630[13]–656), re dei Franchi di Austrasia.

## Ascendenza
|                     |   |                     | Genitori |  |  | Nonni |  |  | Bisnonni   |  |  | Trisnonni  |  |
|                     |   |                     |          |  |  |       |  |  | Clotario I |  |  | Clodoveo I |  |
|                     |   |                     |          |  |  |       |  |  | Clotario I |  |  | Clodoveo I |  |
|                     |   | Clotilde            |          |  |  |       |  |  | Clotario I |  |  |            |  |
| Chilperico I        |   |                     |          |  |  |       |  |  | Clotario I |  |  |            |  |
|                     |   | Aregonda            | …        |  |  |       |  |  |            |  |  |            |  |
|                     |   | Aregonda            | …        |  |  |       |  |  |            |  |  |            |  |
|                     |   | Aregonda            | …        |  |  |       |  |  |            |  |  |            |  |
| Clotario II         |   | Aregonda            |          |  |  |       |  |  |            |  |  |            |  |
|                     |   | …                   | …        |  |  |       |  |  |            |  |  |            |  |
|                     |   | …                   | …        |  |  |       |  |  |            |  |  |            |  |
|                     |   | …                   | …        |  |  |       |  |  |            |  |  |            |  |
| Fredegonda          |   | …                   |          |  |  |       |  |  |            |  |  |            |  |
|                     |   | …                   | …        |  |  |       |  |  |            |  |  |            |  |
|                     |   | …                   | …        |  |  |       |  |  |            |  |  |            |  |
|                     |   | …                   | …        |  |  |       |  |  |            |  |  |            |  |
| Dagoberto I         |   | …                   |          |  |  |       |  |  |            |  |  |            |  |
|                     | … | …                   |          |  |  |       |  |  |            |  |  |            |  |
|                     | … | …                   |          |  |  |       |  |  |            |  |  |            |  |
|                     | … | …                   |          |  |  |       |  |  |            |  |  |            |  |
| Ricomero ?          | … |                     |          |  |  |       |  |  |            |  |  |            |  |
|                     |   | …                   | …        |  |  |       |  |  |            |  |  |            |  |
|                     |   | …                   | …        |  |  |       |  |  |            |  |  |            |  |
|                     |   | …                   | …        |  |  |       |  |  |            |  |  |            |  |
| Bertrude            |   | …                   |          |  |  |       |  |  |            |  |  |            |  |
|                     |   | Teodobaldo di Douai | …        |  |  |       |  |  |            |  |  |            |  |
|                     |   | Teodobaldo di Douai | …        |  |  |       |  |  |            |  |  |            |  |
|                     |   | Teodobaldo di Douai | …        |  |  |       |  |  |            |  |  |            |  |
| Gertrude di Hamage? |   | Teodobaldo di Douai |          |  |  |       |  |  |            |  |  |            |  |
|                     |   | …                   | …        |  |  |       |  |  |            |  |  |            |  |
|                     |   | …                   | …        |  |  |       |  |  |            |  |  |            |  |
|                     |   | …                   | …        |  |  |       |  |  |            |  |  |            |  |
|                     |   | …                   |          |  |  |       |  |  |            |  |  |            |  |

### Fonti primarie
- (LA) Fredegario, Fredegarii scholastici chronicum cum suis continuatoribus, sive appendix ad sancti Gregorii episcopi Turonensis historiam Francorum.

### Letteratura storiografica
- Christian Pfister, La Gallia sotto i Franchi merovingi. Vicende storiche, in Storia del mondo medievale, vol. I, Cambridge University Press, 1978,  pp. 688-711.